# Cool Minds
Cool Minds är ett vetenskapscentrum som genom kurser, workshops, drop in och födelsedagskalas verkar för att få barn och unga intresserade av vetenskap och teknik. Cool Minds drivs som en ideell förening och finns i Folkets park i Malmö.
Cool Minds primära målgrupp är mellan 5 och 15 år, men man har även verksamhet riktad till vuxna, främst pedagoger. Syftet med verksamheten är att inspirera fler till naturvetenskap, teknik och IT, samt att skapa positiva associationer till lärande och kunskap. Utöver ordinarie verksamhet med drop in, kalas och kurser ansvarar Cool Minds för flera ideella projekt. Ett sådant projekt är Jalla Jalla en Jul för Alla, som är en julfest för hemlösa och behövande. Cool Minds är också ansvariga för Code Rebels, som utbildar kvinnor, icke-binära och transpersoner inom programmeringspråket java och HTML.

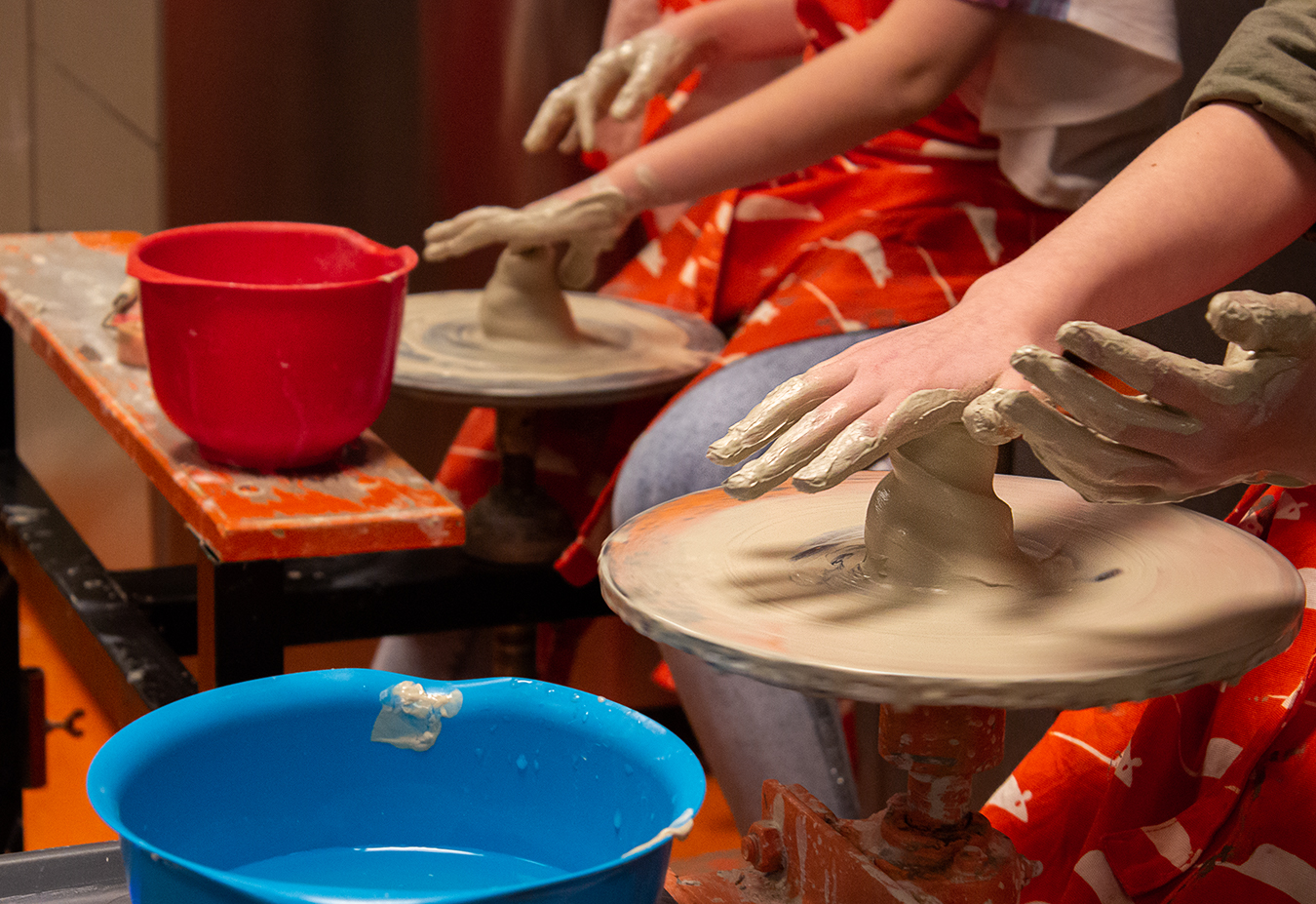
Drejningskurs på Cool Minds
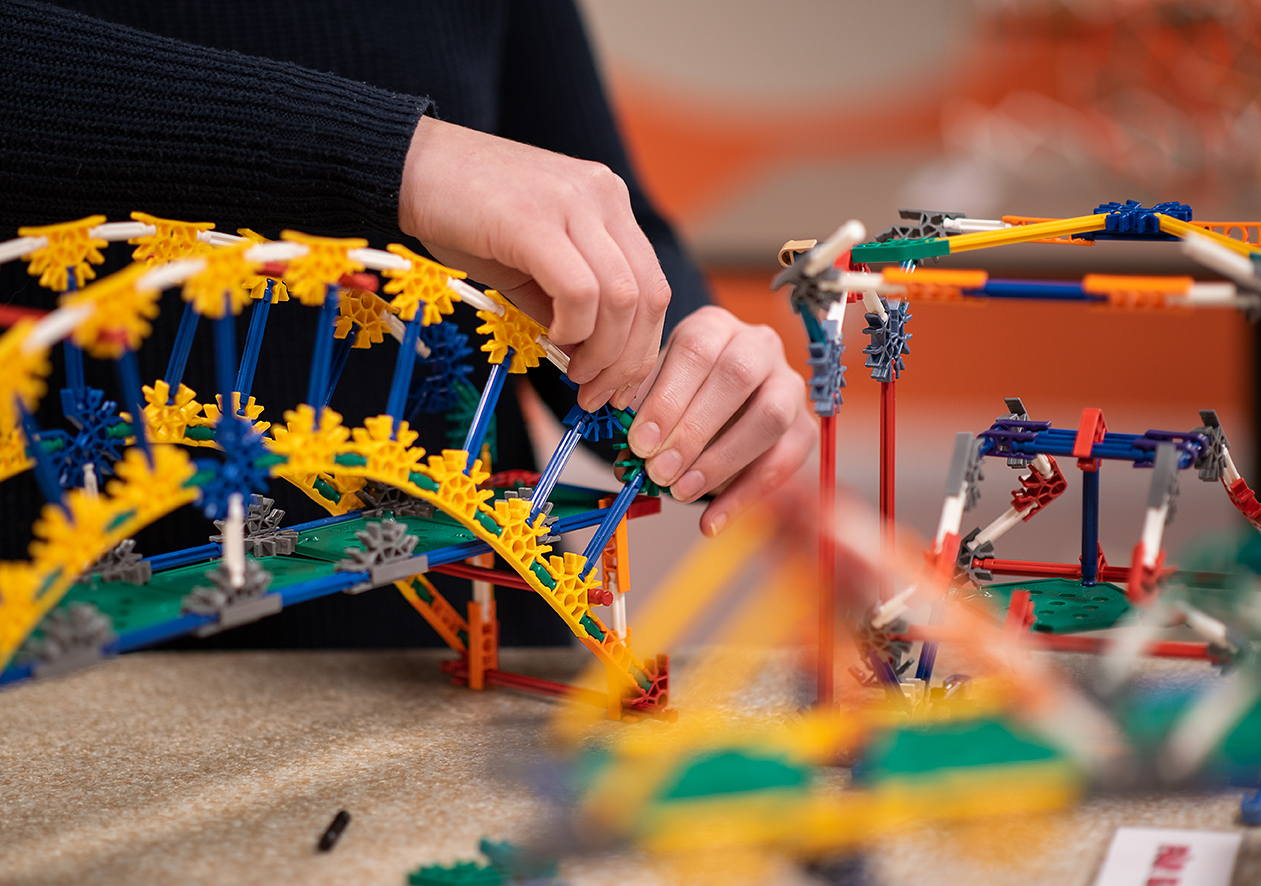
En av byggsatserna på Cool Minds heter K'nex
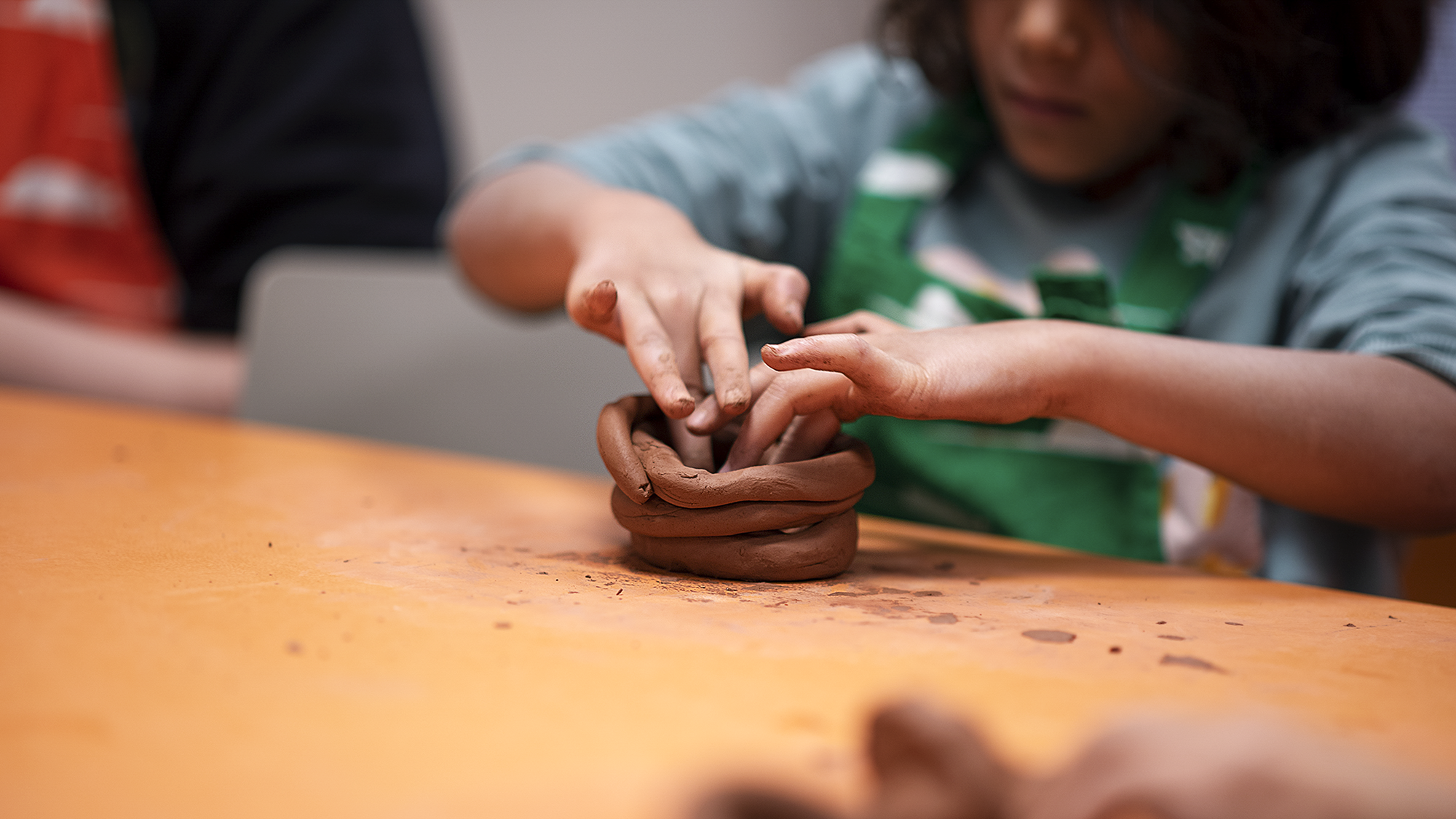
En besökare lär sig att skulptera.
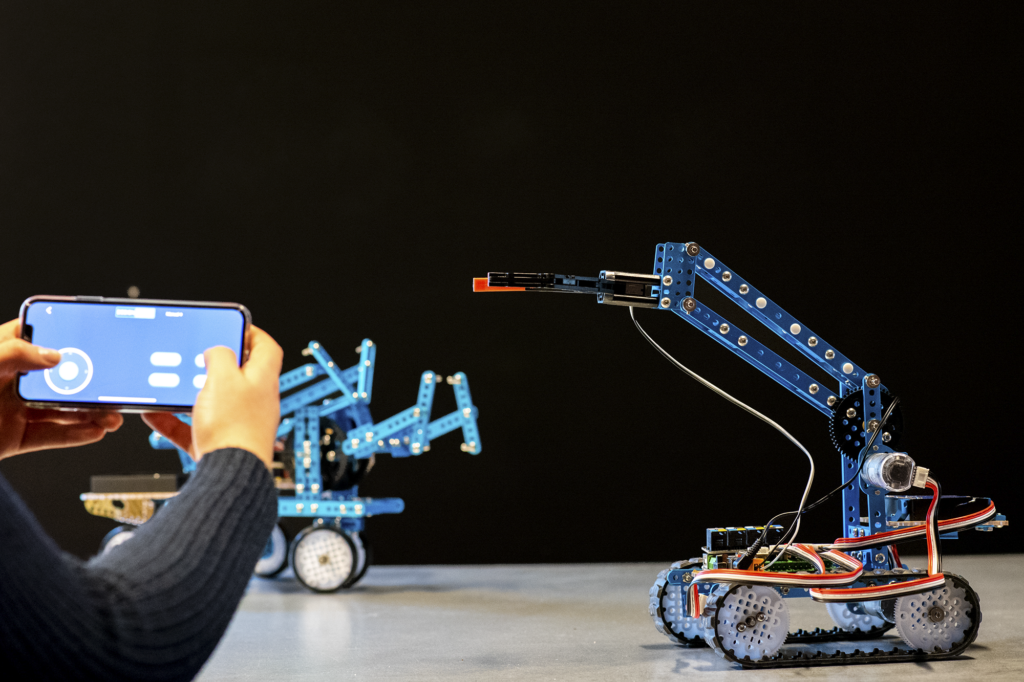
Robotworkshop på Cool Minds
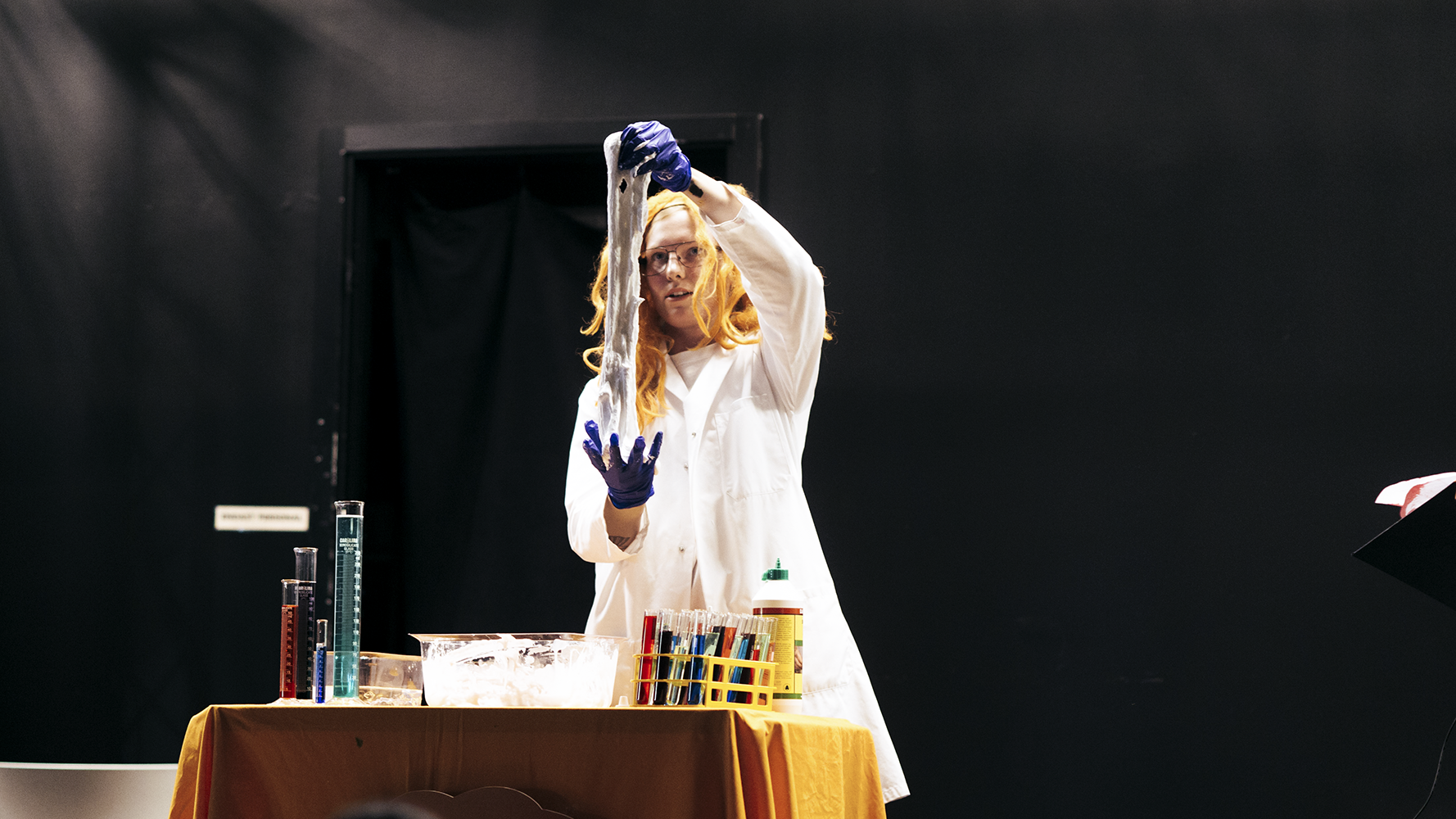
Slimeshow på Cool Minds